# Diagrama floral
En Botánica, el diagrama floral es una representación gráfica de la disposición de las piezas florales (sépalos, pétalos, anteras y carpelos) y de la ordenación de los distintos verticilos, en un corte transversal de la flor. Cada verticilo (cáliz, corola, androceo y gineceo) se representa, por convención, con una circunferencia concéntrica alrededor del gineceo, indicado por un corte a la altura del ovario. Los sépalos se dibujan como lúnulas blancas, los pétalos como lúnulas negras o, a veces, coloreadas. Los estambres se simbolizan con cortes transversales de antera, y el gineceo queda representado en el centro del diagrama por un corte transversal del ovario. Generalmente las piezas de un verticilo alternan con las piezas del verticilo anterior. Los estambres pueden estar opuestos o alternos con respecto a los pétalos. La soldadura entre las piezas de cada verticilo o de verticilos opuestos, se indica con líneas de puntos.
Mediante estos diagramas queda bien manifiesta la estructura floral, se deduce de él su simetría, el número de miembros de cada verticilo, y tratándose de los sépalos y pétalos, su prefloración, su soldadura o independencia; del androceo la posición relativa de los estambres con respecto al perianto, la concrescencia o separación de los mismos, su unión o autonomía con respecto a la corola y la posición introrsa o extrorsa de las anteras. Del gineceo, se puede observar el número de carpelos y de cavidades en el ovario y la placentación de los óvulos.

A continuación se presenta el diagrama floral y la descripción del mismo para algunas familias de fanerógamas.

## Liliáceas

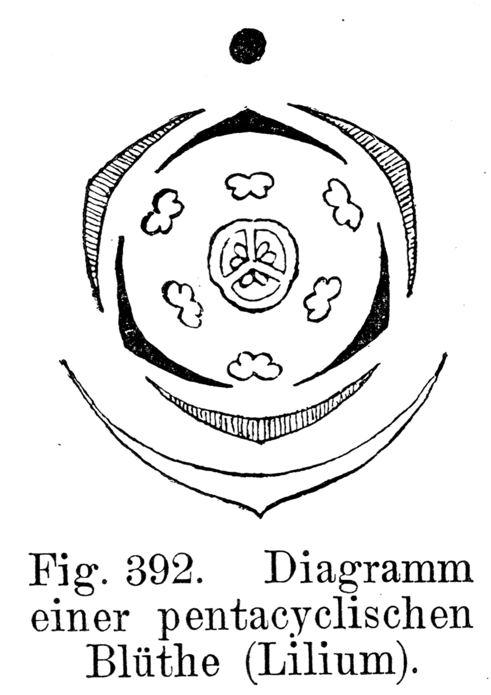
Diagrama floral de Lilium, una monocotiledónea típica.

Las flores son hermafroditas, actinomorfas. El perigonio está formado por 6 tépalos dispuestos en dos verticilos trímeros, se hallan separados entre sí y libres de las demás piezas florales. El androceo presenta 6 estambres dispuestos en 2 verticilos también trímeros, los filamentos se hallan separados entre sí y libres de las demás piezas florales. El androceo es diplostémono (es decir que el verticilo externo de estambres es opuesto a los tépalos externos y el ciclo interno es opuesto a los tépalos internos). El gineceo es de ovario súpero y está formado por 3 carpelos connados, es trilocular. Los óvulos presentan  placentación axilar.

## Oxalidáceas

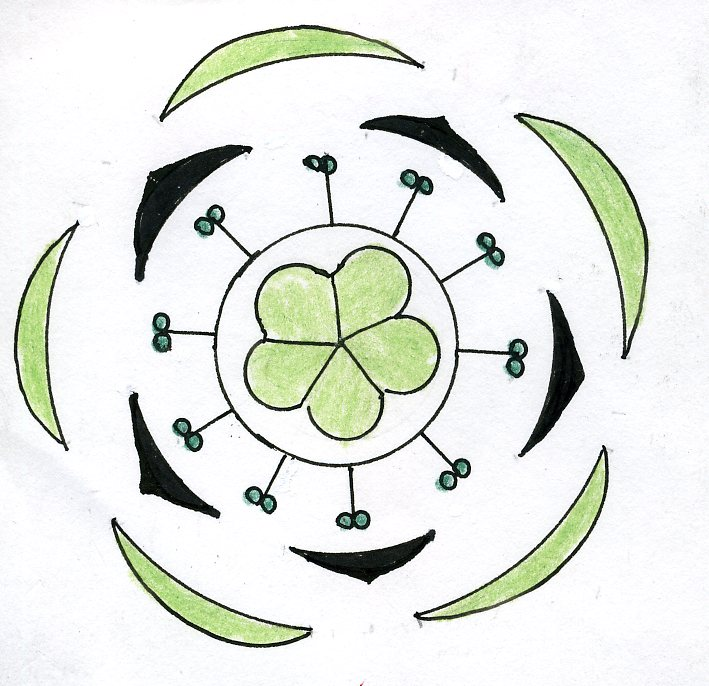
Diagrama floral de Oxalis, una dicotiledónea.

## Convolvuláceas

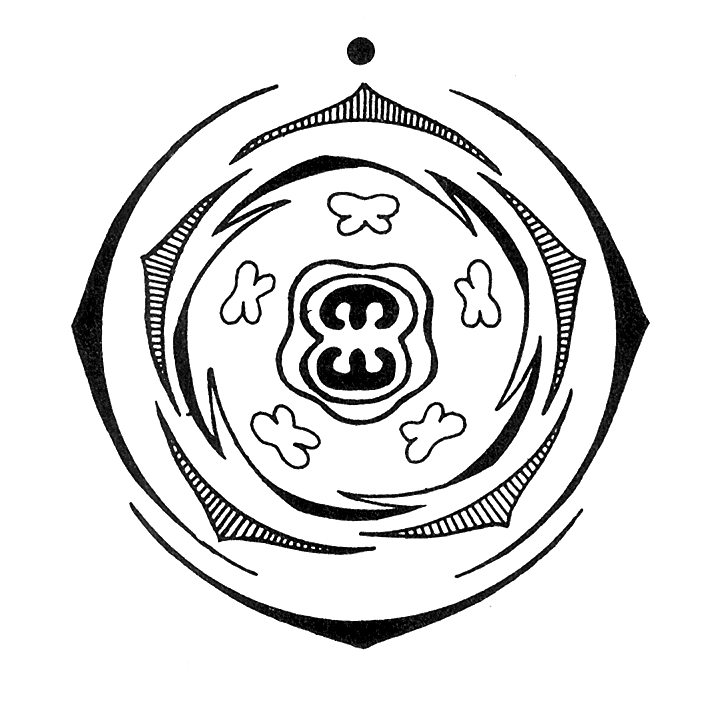
Diagrama floral de las convolvuláceas, una familia de dicotiledóneas.